# 喜貝樸麗魚
喜貝樸麗魚為輻鰭魚綱鱸形目隆頭魚亞目慈鯛科的其中一種，分布於非洲Edouard湖流域，體長可達12.6公分，棲息在沙石底質水域，屬肉食性，以軟體動物、雙殼類等為食，生活習性不明。

## 擴展閱讀
維基物種上的相關：喜貝樸麗魚